# 고릴라
고릴라(학명: Gorilla)는 사람과에 속하는 유인원으로 사하라 사막 이남의 중부 아프리카에 서식하고 있다. 동부고릴라와 서부고릴라로 나뉘어 있고, 동부 고릴라는 다시 산지고릴라와 저지고릴라 등이 있다

## 개요

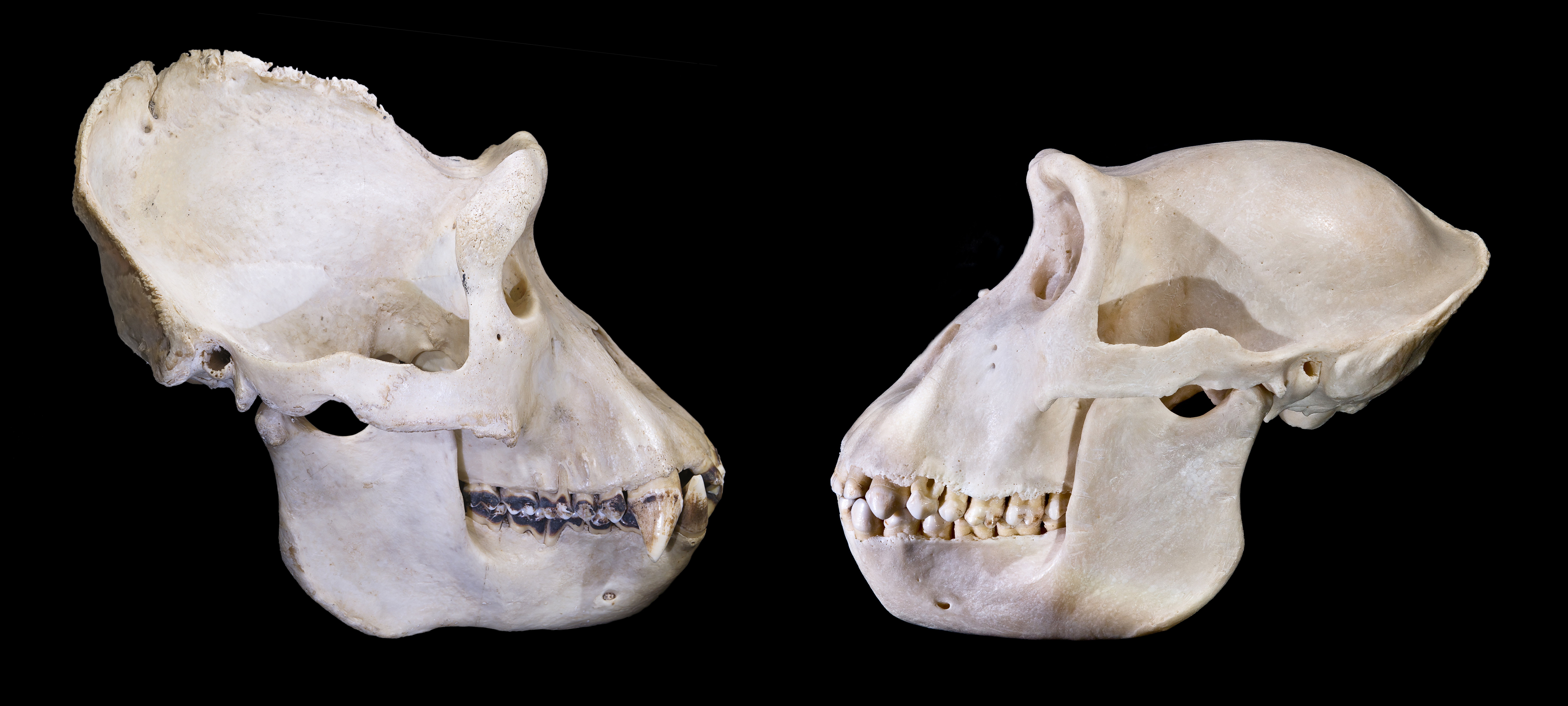
두개골의 성적 동종 이형

영장목 중 가장 큰 종으로 수컷이 암컷보다 약간 크다. 신장(뒷발로 섰을 때의 높이) 2-2.3m, 두 팔을 벌렸을 때의 너비 약 3m, 몸무게 150-290kg이다. 팔은 짧아서 바로섰을 때 뒷발 무릎에도 못미친다. 엄지발가락이 크고 비교적 앞쪽에 위치하는데 사람의 발가락을 닮았다. 얼굴은 검고 코는 펑퍼짐한 납작코이며, 콧구멍은 크고 눈 위에 두툼한 뼈가 튀어나와서 사납게 보인다. 나이 든 수컷은 정수리가 헬멧을 쓴 것처럼 높아진다. 얼굴·가슴·손바닥·발바닥을 제외하고는 온몸이 검은색이나 갈색 털로 덮여 있다.
혈액형은 산악고릴라는 B형, 저지고릴라는 A형으로 알려져 있고 염색체는 48개이다. 열다섯 마리 이상의 가족무리를 이루며, 낮에는 삼림보다 약간 열린 곳에서 지내다가 저녁이 되면 삼림이나 덤불 속의 높이 1.8m 가량의 나무 위에 나뭇가지 등으로 잠자리를 만드는데 늙은 수컷은 나무 밑에서 잔다. 이 잠자리는 한 번 이상 쓰지 않는다. 무리의 우두머리는 등이 흰데 이것을 보고 영어에서는 화이트 백드 고릴라(White Backed Gorilla)라고 한다. 먹이는 버섯·셀러리·죽순나무의 연한 잎·양치류 등 섬유질이 많은 식물이며, 먹이를 손으로 집어서 먹는다. 물은 입술을 대고 마신다.
어린 것일수록 나무를 잘 타나 어른이 되면 몸이 무거워지고 민첩하지 못해 나무도 잘 오르지 못한다. 흥분하면 뒷발로 서서 이빨을 드러내고 가슴을 손바닥으로 두드리며 '펑펑' 하는 소리를 낸다. 어둑어둑해지면 잠자리를 만드는데, 큰놈은 자신의 잠자리를 스스로 만들지만, 어린 새끼는 어미의 잠자리로 기어든다. 임신기간은 약 9개월로 한배에 한 마리를 낳는다. 갓 태어난 새끼는 아무것도 할 수 없고, 새끼의 무게는 약 2kg이며, 수컷은 생후 7-8년, 암컷은 6-7년 만에 성숙한다. 처음에는 어미가 새끼를 조심스럽게 안고 다니지만, 4개월이 지나면 제 힘으로 어미에게 매달린다. 그 후에 새끼는 어미의 등에 타기도 하고 3개월이 되면 기어다니고 6개월이 되면 걸을 수 있다. 3년까지는 어미의 등에 업혀다닌다.
중앙아프리카 우림 지대에 산다. 고릴라 속에는 두 종이 있으며, 각 종은 두 개의 아종으로 나뉜다. 고릴라의 DNA는 인간의 것과 97%–98% 일치하고, 2종의 침팬지 다음으로 인간과 가장 유사하다.
지능이 인간 다음으로 높은 동물 중 하나이다. 때문에 말은 못 하지만 고릴라에게 수화를 가르쳐 놓으면 아주 간단한 대화 정도는 할 수 있으며, 카메라가 어떤 용도에 사용되는 물건인지 정확하게 알고 있다.

## 하위 분류
- 고릴라족 (Gorillini)
  - 고릴라속 (Gorilla)
    - 서부고릴라 (Gorilla gorilla)
      - 서부저지대고릴라 (Gorilla gorilla gorilla)
      - 크로스강고릴라 (Gorilla gorilla diehli)

    - 동부고릴라 (Gorilla beringei)
      - 산악고릴라 (Gorilla beringei beringei)
      - 동부저지대고릴라 (Gorilla beringei graueri)

  - † 초로라피테쿠스속 (Chororapithecus)
    - † 초로라피테쿠스 아비시니쿠스 (Chororapithecus abyssinicus)

현생 고릴라속의 두 종 다 오랜 서식지 파괴와 밀렵으로 인해 멸종위기에 놓여 있다. 모든 고릴라의 혈액형은 A형 또는 B형이며, 염색체는 48쌍이다.

## 기타
한때 1천만 년 전~8백만 년 전 사이에 인간과 분기되었을 것으로 추정되었으나 2007년 8월 에티오피아에서 원시적인 형태의 고릴라 화석인 초로라피테쿠스가 발견됨으로써 인간과 침팬지의 공통조상에서 보다 앞서 갈려나가 독자적으로 진화한 것으로 확인되고 있다.
인간을 제외하고는 고릴라가 무서워하는 동물은 표범뿐이다.

## 같이 보기
- 오랑우탄
- 침팬지
- 보노보
- 초로라피테쿠스
- 사헬란트로푸스
- 오스트랄로피테쿠스
- 원숭이
- 고양이
- 고슴도치